# El Papagayo
El Papagayo är en ort i Mexiko.   Den ligger i kommunen Axochiapan och delstaten Morelos, i den sydöstra delen av landet, 110 km söder om huvudstaden Mexico City. El Papagayo ligger 1 023 meter över havet och antalet invånare är 105.
Terrängen runt El Papagayo är platt åt nordost, men åt sydväst är den kuperad. Runt El Papagayo är det ganska glesbefolkat, med 30 invånare per kvadratkilometer. Närmaste större samhälle är Axochiapan, 1,6 km norr om El Papagayo. I omgivningarna runt El Papagayo växer huvudsakligen savannskog.